# 県営筑豊緑地野球場
県営筑豊緑地野球場（けんえいちくほうりょくちやきゅうじょう）は、福岡県飯塚市の筑豊緑地にある野球場である。2000年に開場し、飯塚市飯塚野球場に代わり、筑豊地区の中心の野球場として、福岡六大学野球や高校野球の県大会などで利用されている。
2008年と2009年は、四国・九州アイランドリーグの福岡レッドワーブラーズが主催試合を行った。
2008年7月6日には福岡ソフトバンクホークス2軍対広島東洋カープ2軍、2009年9月13日にはソフトバンク2軍対阪神タイガース2軍のウエスタン・リーグ公式戦が行なわれた。
2022年より九州アジアリーグに参加する福岡北九州フェニックスが公式戦を開催する予定とされていた（1月発表の日程表では3試合）が、3月11日に発表された日程表では予定がなくなった。シーズン開幕後に中止試合の振替として試合が開催された。

## 概要
- 両翼：91m 中堅:116m
- 収容人員：約2,970人
- 照明:4基

## 所在地
福岡県飯塚市仁保8-25

## プロ野球開催実績

### ウエスタンリーグ公式戦
- 2008年7月6日 福岡ソフトバンクホークス4-0広島東洋カープ 観衆：4,500 勝：スタンドリッジ 敗：宮﨑敦次 本：江川智晃(H)
- 2009年9月13日 福岡ソフトバンクホークス2-4阪神タイガース 観衆：5,200 勝 鄭凱文 S：久保田智之 敗：森福允彦 本：中西健太(H),藤本敦士（T）
- 2014年6月8日 福岡ソフトバンクホークス8-7広島東洋カープ 観衆：2,190 勝：大場翔太 S：江尻慎太郎 敗：齊藤悠葵 本：猪本健太郎,山下斐紹（H）,天谷宗一郎（C）

### 四国・九州アイランドリーグ
- 2008年5月25日 福岡レッドワーブラーズ2-4香川オリーブガイナーズ 観衆：735
- 2008年7月11日 福岡レッドワーブラーズ3-2愛媛マンダリンパイレーツ 観衆：436
- 2008年7月12日 福岡レッドワーブラーズ4-3愛媛マンダリンパイレーツ 観衆：347
- 2008年7月13日 福岡レッドワーブラーズ6-5愛媛マンダリンパイレーツ 観衆：489
- 2009年6月19日 福岡レッドワーブラーズ0-7愛媛マンダリンパイレーツ 観衆：365
- 2009年6月20日 福岡レッドワーブラーズ5-8徳島インディゴソックス 観衆：858
- 2009年8月1日 福岡レッドワーブラーズ2-10高知ファイティングドッグス 観衆：246
- 2009年8月2日 福岡レッドワーブラーズ8-4高知ファイティングドッグス 観衆：423

### 九州アジアリーグ
- 2022年5月30日 福岡北九州フェニックス2-7火の国サラマンダーズ 観衆：205[4]
- 2022年6月2日 福岡北九州フェニックス6-3大分B-リングス 観衆：190[5]
- 2022年6月6日 福岡北九州フェニックス3-5大分B-リングス 観衆：173[5]

## 交通
福北ゆたか線 新飯塚駅から西鉄バス「特急 糸田口経由・西鉄後藤寺営業所」「急行 西鉄後藤寺営業所」行き乗車20分「筑豊遊園」下車すぐ